# اليهود في إيطاليا

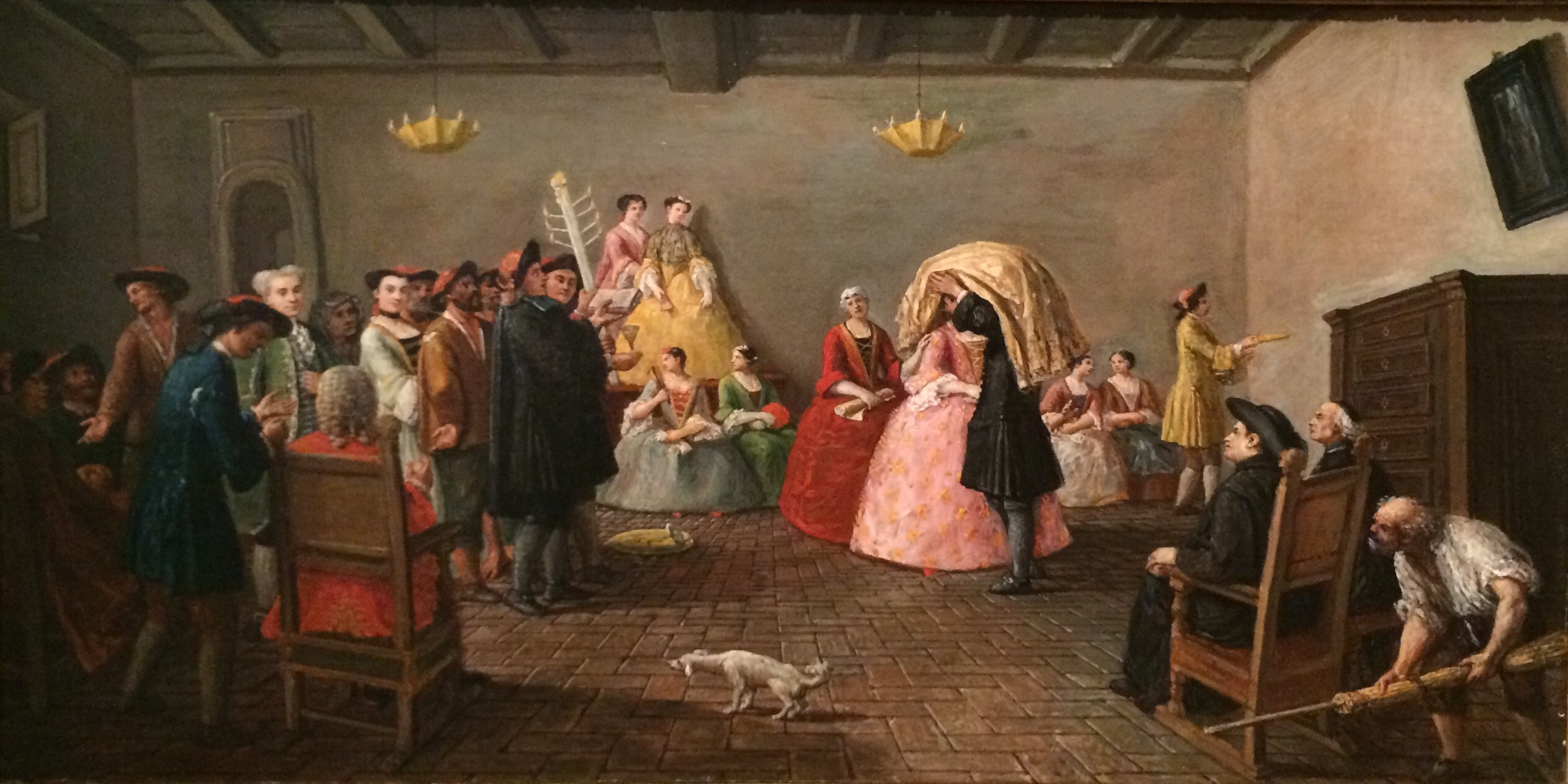
رسمة لزفاف يهودي في فينيس عام 1790.

اليهود في إيطاليا (بالإيطالية: Ebrei italiani)‏، (بالعبرية: יהודים איטלקים‏)، يمكن استخدامها بمعنى أوسع على أنها تعني كل اليهود الذين يعيشون في إيطاليا أو عاشوا في إيطاليا أو من جذور يهودية في إيطاليا ويقصد بها المجتمع اليهودي القديم الذي يستخدم الطقوس الإيطالية، فهو مجتمع يختلف عن المجتمعات التي يرجع تاريخها إلى العصور الوسطى أو العصور الحديثة، مثل: الأشكناز والسفارديون.

## الجماعات
وقد صنفوا اليهود الإيطاليون تاريخيا في أربع فئات:
- إيتالكيم وهم يهود يستخدمون الطقوس الإيطالية، يقيمون في إيطاليا منذ العصر الروماني.
- يهود سفارديون، لا سيما اليهود الاسبان والبرتغاليين، أي اليهود الذين وصلوا إلى إيطاليا بعد عمليات الطرد من إسبانيا سنة 1492 والبرتغال سنة 1497، ومملكة نابولي سنة 1533. وهذه بدورها تشمل كلا من طردوا في ذلك الوقت من الأسر اليهودية الذين غادروا إسبانيا والبرتغال في قرون لاحقة وعادوا إلى اليهودية. وكان هناك أيضا بعض الهجرة من قبل سيفارديون في الشام، أي الأسر التي عاشت في شرق البحر المتوسط بعد الطرد من شبه الجزيرة الايبيرية.
- يهود أشكناز وهم اليهود الذين يعيشون في الجزء الشمالي من إيطاليا.
- اليهود من أستي، فوسانو ومونكالفو. ويمثل هؤلاء اليهود الذين طردوا من فرنسا في العصور الوسطى. عاداتهم مشابهة لعادات يهود الاشكنازيم، ولكن لديهم بعض العادات المختلفة عنهم فاليهود الفرنسيين اختلفوا عن اليهود أشكناز في وقت الراشي.

تاريخيا ظلت هذه المجتمعات منفصلة: في مدينة معينة كان هناك في كثير من الأحيان «كنيس إيطالي» و «كنيس إسباني»، وأحيانا «كنيس ألماني» أيضا. في كثير من الأحيان كان يتم دمجهم مع بعض، ولكن دائما يكون هناك معبد يهودي يقدم خدمات أكثر.
اليوم هناك فئات أخرى:
- يهود سان نيكاندرو الذين انتقلوا إلى سان نيكاندرو غارغانيكو.
- اليهود الإيرانيين الذين يعيشون في روما وميلانو.
- اليهود الليبيين الذين يعيشون في روما وليفورنو.

## التاريخ
كان اليهود الإيطاليين حتى القرن الثاني قبل الميلاد في إيطاليا والدليل شواهد القبور والنقوش. في ذلك الوقت كانوا يعيشون في الغالب في أقصى جنوب إيطاليا، مع فرع في روما، وكانوا يتكلمون باليونانية. ويعتقد أن بعض الأسر هم أحفاد اليهود الذين تم ترحيلهم من يهودا من قبل الإمبراطور تيتوس في 70 م. في وقت مبكر من العصور الوسطى كانت هناك مجتمعات رئيسية في المدن الإيطالية الجنوبية مثل باري وأوترانتو. كما أن اليهود الإيطاليين في العصور الوسطى قد أنتجوا أعمالا مهمة. بعد طرد اليهود من مملكة نابولي سنة 1533، تحول تمركزهم نحو روما والشمال.
وكان من أشهر اليهود في إيطاليا الحاخام أوباديا بن يعقوب سفورنو (1475-1550) والحاخام موشيه حاييم لوزاتو (1707-1746) الذي لا تزال أعماله الدينية والأخلاقية المكتوبة مدروسة على نطاق واسع.
أما الطائفة اليهودية الإيطالية ككل فقد بلغ عددها أكثر من 50,000 منذ أن تم تحريرها بالكامل في عام 1870. وخلال الحرب العالمية الثانية (بين عامي 1904 و 1914) انتقل العديد من اليهود الإيطاليين إلى إسرائيل، وبنوا هناك كنيس إيطالي ومركز ثقافي في القدس. وتم ترحيل العديد من اليهود وتم قتل 7000 يهودي إيطالي من محرقة الهولوكوست.

## الطقوس الإيطالية اليهودية

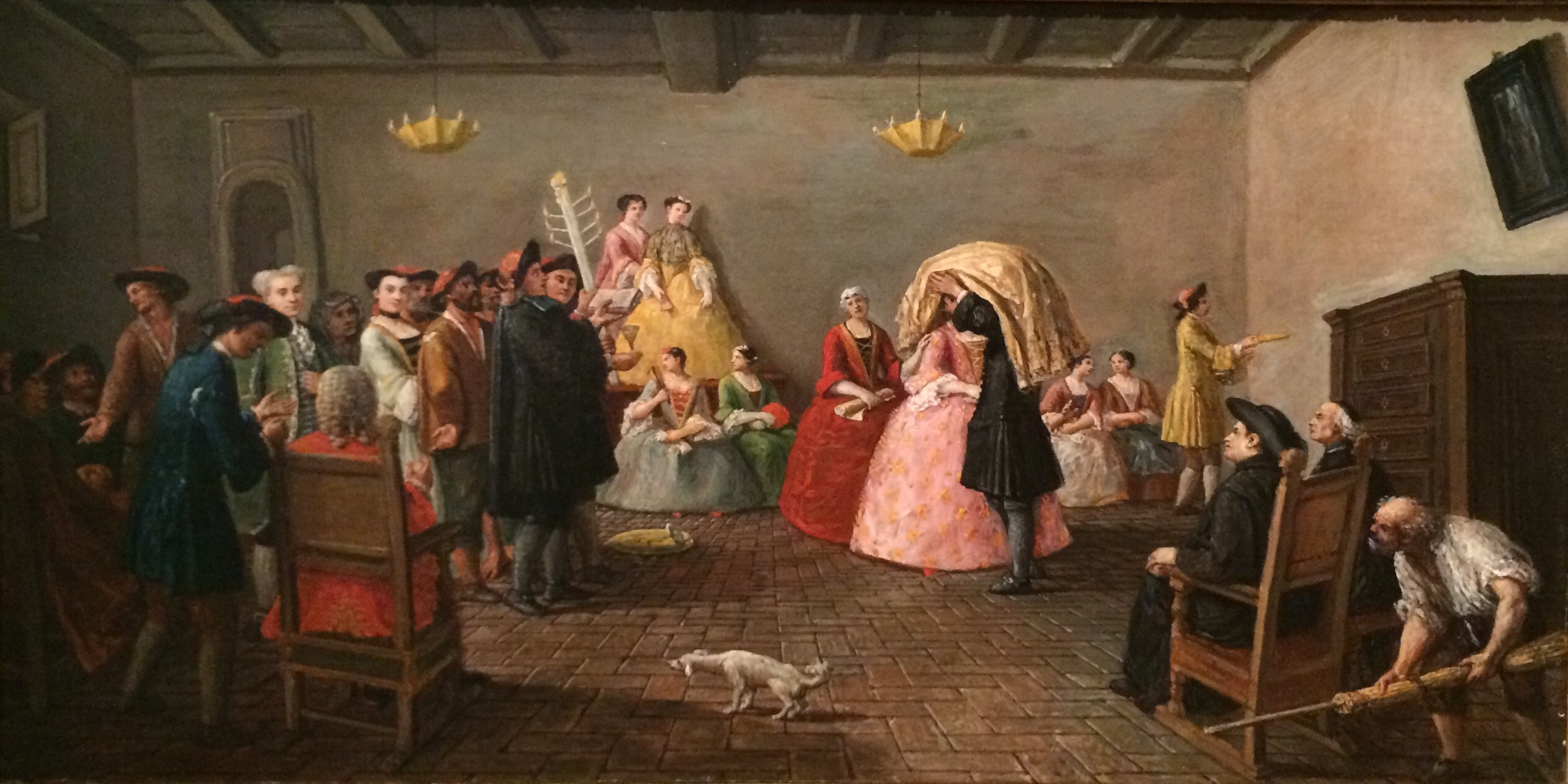
زفاف يهودي في البندقية سنة 1780

ويشار إلى اليهود الذين يعيشون في إيطاليا منذ العصر الروماني، بالإيتالكيم أو السفارديم أو الأشكناز، وفي الأدب العلمي إيتالكيم (تعني «إيطاليين» وبالعبرية «آيتاكي»، والعبارات العبرية الوسطى من اللغة اللاتينية «إيتاليكو»، وهذا يعني«مائل» فمنها تم تسميتهم بإيتالكيم). وقد تحدثت تقليديا مجموعة متنوعة من اللغات اليهودية الإيطالية. ويمكن اعتبار العادات الدينية والطقوس الدينية لليهود الإيطاليين جسرا بين التقاليد الأشكنازية والسفاردية، مما يدل على أوجه الشبه بينهما. فهي أقرب إلى عادات الرومانيين (اليهود اليونانيين الأصليين).
في مسائل القانون الديني الطقوس اليهودية الإيطالية يتم اتباع نفس قواعد يهود سيفارديم، من حيث أنها تتبع قواعد وسلطة إسحاق الفاسي وشولحان عاروخ. لكن في شعيرة دينية فهم يختلفا اختلاف بسيط. وقد يكون أحد أسباب ذلك هو أن إيطاليا كانت المركز الرئيسي للطباعة اليهودية المبكرة، مما مكن اليهود الإيطاليين من الحفاظ على تقاليدهم الخاصة عندما كان على معظم المجتمعات الأخرى اختيار كتاب صلاة «سيفاردي» أو «أشكنازي».
وكثيرا ما يزعم أن كتاب الصلاة الإيطالي يحتوي على آخر بقايا التقاليد اليهودية، في حين أن كل من السيفاردي وإلى حد أقل الشعائر الأشكنازية تعكس التقليد البابلي. هذا الادعاء من المرجح أن يكون دقيقا، على الرغم من أنه من الصعب التحقق نصيا كما القليل من المواد الليتورجية من أرض إسرائيل بقت على قيد الحياة. بالإضافة إلى ذلك بعض التقاليد الإيطالية تعكس الطقوس البابلية، وتوجد نفس الطريقة في كتاب الصلاة لليهود اليمنيين. أمثلة على التقاليد البابلية القديمة التي يحتفظ بها الإيطاليون (بما في ذلك اليهود اليمنيين) هي استخدام كيتر يتينو لاش في كيدوشاه في جميع الخدمات ونامينو في بركة حمازون (الحمد على نعمة بعد وجبة الطعام)
وقد استخدم مجتمع الطقوس الإيطالية اللغة الإيطالية العبرية. وهو نظام مماثل للأنظمة التي تحافظ على التقاليد ومؤسسيها من اليهود الإسبانيين واليهود البرتغاليين. وقد اعتمد هذا النطق في كثير من الحالات من قبل مجتمعات السفاردي، الأشكنازي والأبام في إيطاليا